# Organisation internationale de normalisation
« ISO » redirige ici. Pour les autres significations, voir Iso.
- Membres de l'ISO
- Membres correspondants
- Membres abonnés
- Autres pays qui ont un code ISO 3166-1 qui ne sont pas membres de l'ISO

L'Organisation internationale de normalisation (en anglais : International Organization for Standardization), généralement désigné sous le sigle ISO, choisi pour être le sigle identique dans toutes les langues (ce choix est un exemple de normalisation), est un organisme de normalisation international composé de représentants d'organisations nationales de normalisation de 171 pays, selon le principe d’un membre par pays. L'ISO est le plus grand organisme de normalisation au monde et demeure une organisation non gouvernementale.
Cette organisation créée en 1947 a pour but de produire des normes internationales dans les domaines industriels et commerciaux appelées normes ISO. Elles sont utiles aux organisations industrielles et économiques de tout type, aux gouvernements, aux instances de réglementation, aux professionnels de l’évaluation de la conformité, aux fournisseurs et acheteurs de produits et de services, dans les secteurs tant public que privé. D'une manière globale, ces normes servent les intérêts du public en général lorsque celui-ci agit en qualité de consommateur et utilisateur.
Le secrétariat central de l'ISO est situé à ⁣⁣Vernier⁣⁣, dans le canton de Genève, en Suisse. Il assure aux membres de l'ISO le soutien administratif et technique, coordonne le programme décentralisé d'élaboration des normes et procède à leur publication.

## Histoire

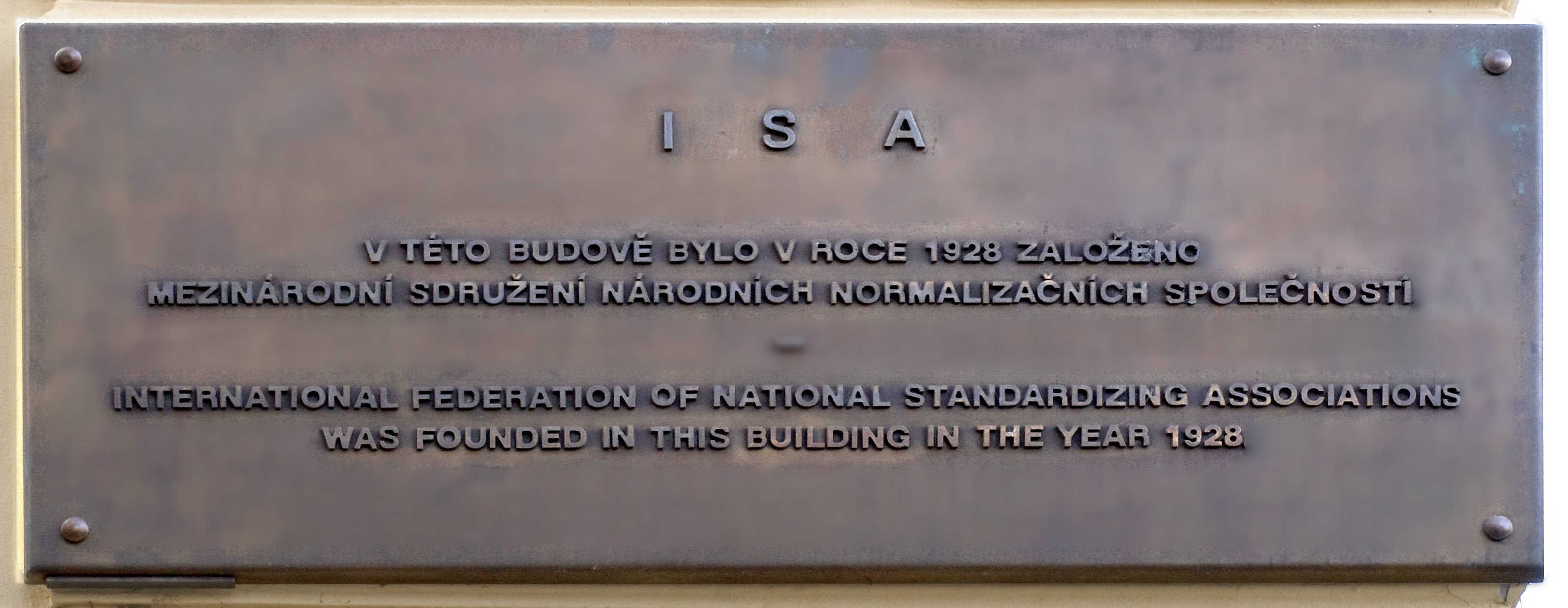
Une plaque commémorative de la création de l'ISO à Prague.

En 1912, afin d'établir une organisation nationale apte à définir des standards industriels communs, l’American Institute of Electrical Engineers (AIEE), aujourd'hui l'Institute of Electrical and Electronics Engineers (IEEE), invite à se réunir les autres instituts professionnels :
- American Society of Mechanical Engineers (ASME) ;
- American Society of Civil Engineers (ASCE) ;
- American Institute of Mining and Metallurgical Engineers (AIMME) ;
- American Institute of Mining, Metallurgical and Petroleum Engineers (en) (AIME) ;
- American Society for Testing and Materials (ASTM), etc.

Le 19 octobre 1918, l’American Engineering Standards Committee (AESC) est créé en tant que coordinateur national américain du processus de standardisation. Son rôle est alors de lutter de manière impartiale contre les imprécisions en matière de conception et de niveau d'acceptabilité des produits et matériels. Les départements américains de la Guerre, de la Marine et du Commerce se joignent cette année-là aux cinq organismes fondateurs.
En 1921, la première norme américaine en matière de sécurité (American Standard Safety Code), visant la protection des yeux et têtes des travailleurs industriels, est approuvée.
En 1926, l'AESC est animatrice du mouvement orchestré par l'Anglais Charles Le Maistre (secrétaire général de la CEI) qui conduit à la création de l’International Standards Association (ISA) : une fédération qui rassemble les instituts de normalisation non gouvernementaux d'une quinzaine de pays, pour l'essentiel européens, avec la participation de l'AESC pour les États-Unis et celle du Japon.
L'Association française de normalisation (AFNOR), créée en 1926, y joue un rôle très actif. L'ISA adopte ainsi, sur proposition française, la première norme internationale sur les nombres normaux[Information douteuse].
L'ISA, très active dans les années 1930, doit cesser son activité au début de la Seconde Guerre mondiale.
En 1928, l'AESC prend le nom d'American Standards Association (ASA). Dès le début de la Seconde Guerre mondiale, l'ASA développe les standards militaires (War Standard Procedure) pour encadrer la production américaine dans le cadre de l'effort de guerre (on parlait alors de « military standards »).
En 1946, juste après la fin de la Seconde Guerre mondiale, l'ASA, l'AFNOR et la British Standards Institution (BSI) participent à Londres avec les instituts de normalisation de 22 autres pays à la création de l'Organisation internationale de normalisation (ISO). Elle est officiellement créée le 23 février 1947.

## Structure
L'ISO comporte 171 membres.
Il y a trois différentes catégories de membres :
- le comité membre de l'ISO : l'organisme national « le plus représentatif de la normalisation dans son pays » ;
- le membre correspondant pour les pays qui n'ont pas encore d'organisme national représentatif ;
- le membre abonné pour les pays dont l'économie est limitée.

Des accords ont été passés avec le Comité européen de normalisation (CEN) afin de créer une sorte de pacte de « non-agression » entre les deux entités concurrentes et d'éviter des normes redondantes.
Pour les pays francophones, les membres sont : l'AFNOR pour la France (Comité membre), l'ILNAS pour le Luxembourg (Comité membre), le NBN pour la Belgique (Comité membre), le SNV pour la Suisse (Comité membre), le CCN pour le Canada (Comité membre), etc.
L'ISO coopère avec la Commission électrotechnique internationale (CEI), responsable de la normalisation d'équipements électriques. La marque concrète la plus importante de cette coopération a été, au milieu des années 1980, la création du Comité Technique Commun sur les technologies de l'information (JTC1) qui a réuni la compétence matérielle détenue par la CEI et la compétence logicielle détenue par l'ISO. Le JTC 1 est le producteur de la plus grande partie des normes concernant l'informatique.

### Comités techniques
L'ISO est divisé en 201 comités techniques (TC), chacun chargé d'un domaine particulier. Voici la liste des comités actifs :

## Processus d'élaboration des normes et produits
Les normes font l'objet d'un processus d'élaboration complexe qui se déroule en cinq phases :
1. Proposition ;
2. Préparation ;
3. Comité ;
4. Enquête ;
5. Approbation.

Dans les années 1990, sous la pression des développements rapides des technologies de l'information, l'ISO a assoupli le processus d'élaboration des normes, en tenant compte de l'activité des consortiums, dont on a considéré qu'elle ne constituait pas une menace contre le système officiel de normalisation.
Plusieurs types de documents normatifs sont aujourd'hui disponibles :
- norme ISO ;
- ISO/PAS, spécification publiquement disponible ;
- ISO/TS, spécification technique (exemple ISO/TS 15000 sur ebXML) ;
- ISO/TR, rapport technique ;
- accord d'atelier international (IWA) ;
- guide ISO.

## Critiques
Le fonctionnement de l'ISO est l'objet de critiques, notamment à la suite des forts soupçons d'utilisation de moyens de pression, voire de corruption dans certains pays, tels que l'Allemagne, la Norvège ou la Croatie, par la société Microsoft lors du processus de normalisation du format de documents de bureautique OpenXML afin d'amener les votants à changer de position en faveur des intérêts de Microsoft.
Il est également reproché à l'ISO de facturer l'accès à nombre de spécifications, ce qui constitue un problème pour les organisations ou les projets aux moyens limités qui souhaiteraient s'y conformer.